# تامار ندیراشویلی
تامار ندیراشویلی (انگلیسی: Tamar Nadirashvili؛ زادهٔ ۸ ژانویهٔ ۱۹۹۰) بازیکن فوتبال اهل گرجستان است.
وی همچنین در تیم ملی فوتبال Georgia بازی کرده‌است.